# Абрего, Гонсало
Гонсало Дамиан Абрего (исп. Gonzalo Damián Abrego; род. 7 января 2000, Майпу, Мендоса) — аргентинский футболист, полузащитник клуба «Кремонезе». 

## Клубная карьера
Абрего — воспитанник клубов «Депортиво Маипу» и «Годой-Крус». 29 ноября 2020 года в матче против «Банфилда» он дебютировал в аргентинской Примере в составе последнего. 24 октября 2021 года в поединке против «Банфилда» Гонсало забил свой первый гол за «Годой-Крус». Летом 2023 года Абрего на правах аренды перешёл в итальянский «Кремонезе».